# Poliopastea obscura
Poliopastea obscura là một loài bướm đêm thuộc phân họ Arctiinae, họ Erebidae.